# Barbara van Beck
Barbara van Beck, rozená Barbara Ursler (16. února 1629 Augsburg – 1668?) byla německá žena, která žila v 17. století a pravděpodobně měla onemocnění zvané Ambrasův syndrom, neboli hypertrichóza. Ve své době se stala slavnou a vystupovala na přehlídkách a představeních po celé Evropě.

## Životopis
Barbara Ursler se narodila v Augsburgu v roce 1629. Její rodiče byli Anne a Balthazar Urslerovi. Barbara se pravděpodobně narodila s vzácným onemocněním – hypertrichózou, která způsobuje nadměrný růst ochlupení po celém těle včetně obličeje. Rodiče Barbaru vystavovali na přehlídkách, ale také svou dceru vzdělávali. Barbara se později provdala za Johana Michaela van Becka a narodilo se jim dítě. Její manžel pracoval jako její manažer. Údajně si ji vzal jen za účelem výdělku, aby mohl vystavováním své ženy vydělávat.
Barbara se stala mezinárodně známou, když se během svých vystoupeních objevovala po Evropě. V roce 1655 poprvé cestovala do Londýna. V roce 1657 si anglický spisovatel John Evelyn zapsal, že ji viděl vystupovat spolu s dalšími známými artisty oné doby. Zapsal si, že „dobře hrála na cembalo”. Jeho přítel Samuel Pepys si v pozdějších poznámkách zapsal, že viděl ženu s podobným vzhledem. Lze předpokládat, že se pravděpodobně také jednalo o Barbaru.
V roce 1660 se Barbara objevila na veřejnosti v Beauvais. Anglický rytec Richard Gaywood vytvořil její portrét technikou leptu a použil ho jako reklamu pro uvedení představení. Kopii poslal i místnímu vedení města, aby pro něj mohl získat povolení. V této době se z Barbary stala celebrita. Trvala na tom, aby se k reklamě uváděla poznámka, že vystupovala v Paříži (byla tam v roce 1645) a dalších francouzských městech.
V roce 1668 se Barbara objevila v Londýně, kde ji viděl Holger Jacobsen, který o ní napsal do knihy Thomase Bartholina Acta Medica et Philosophica Hafnensis. Udivila ho délka a jemnost jejích vlasů a údajně vyšetřil i její genitálie, aby zjistil zda se podobají těm opičím. Po roce 1668 o Barbaře nejsou žádné zprávy, proto se spekuluje, že v tomto roce zemřela.

## Portréty
Její portréty vytvořilo několik rytců. V roce 1638 ji stojící zpodobnil H. Winze. V roce 1653 ji zpodobnil Isaac Brunnin. Richard Gaywood ji vypodobnil s levou rukou na varhanách a s informacemi o jejím narození a osobním životě. Rytec William Richardson ji vypodobnil hrající na cembalo.
Ve 40. letech 17. století vznikl její portrét, kde má na sobě drahou hedvábnou róbu, s tehdy módním nízkým výstřihem.

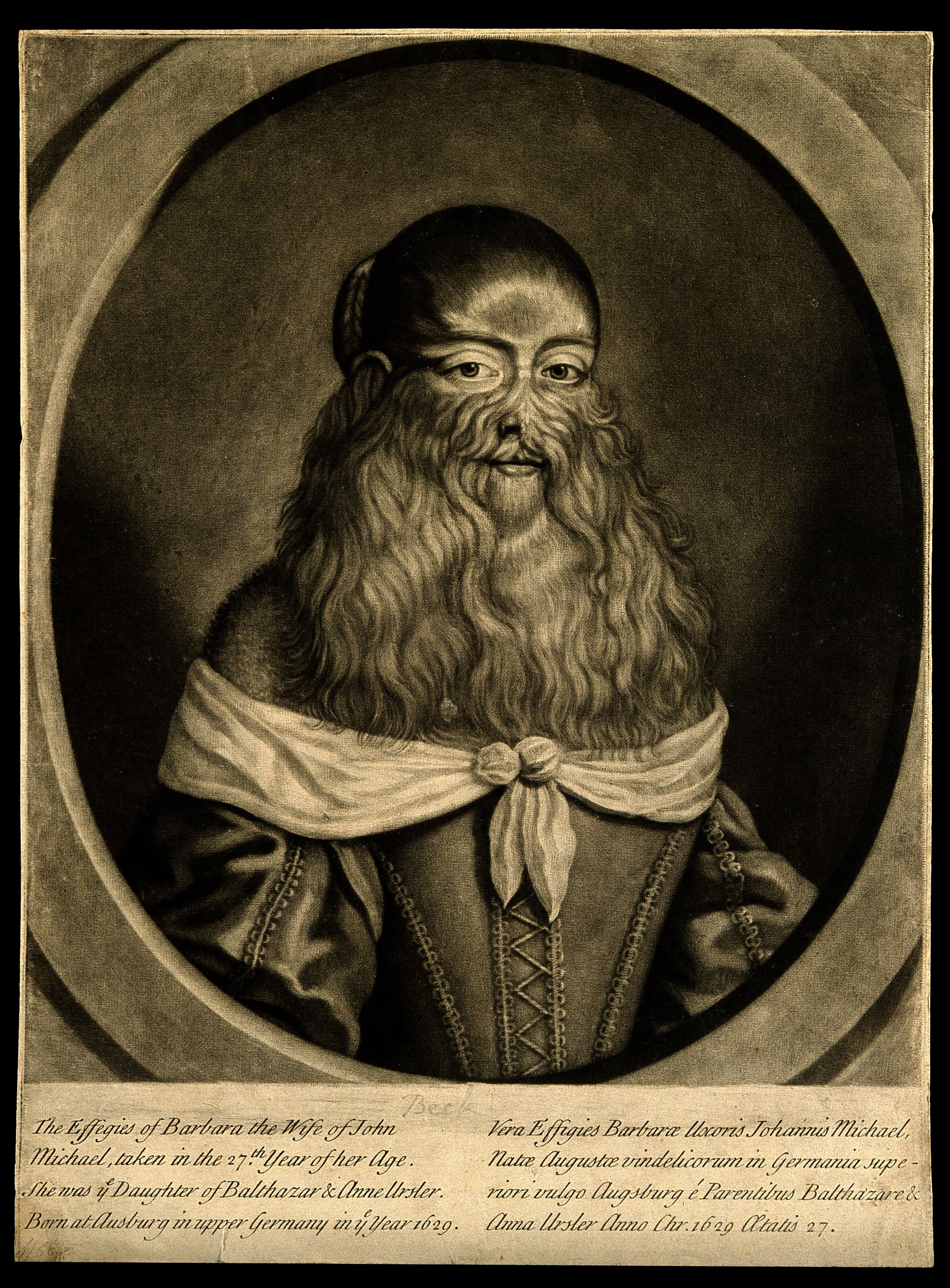
Rytina van Beck – G. Scott.
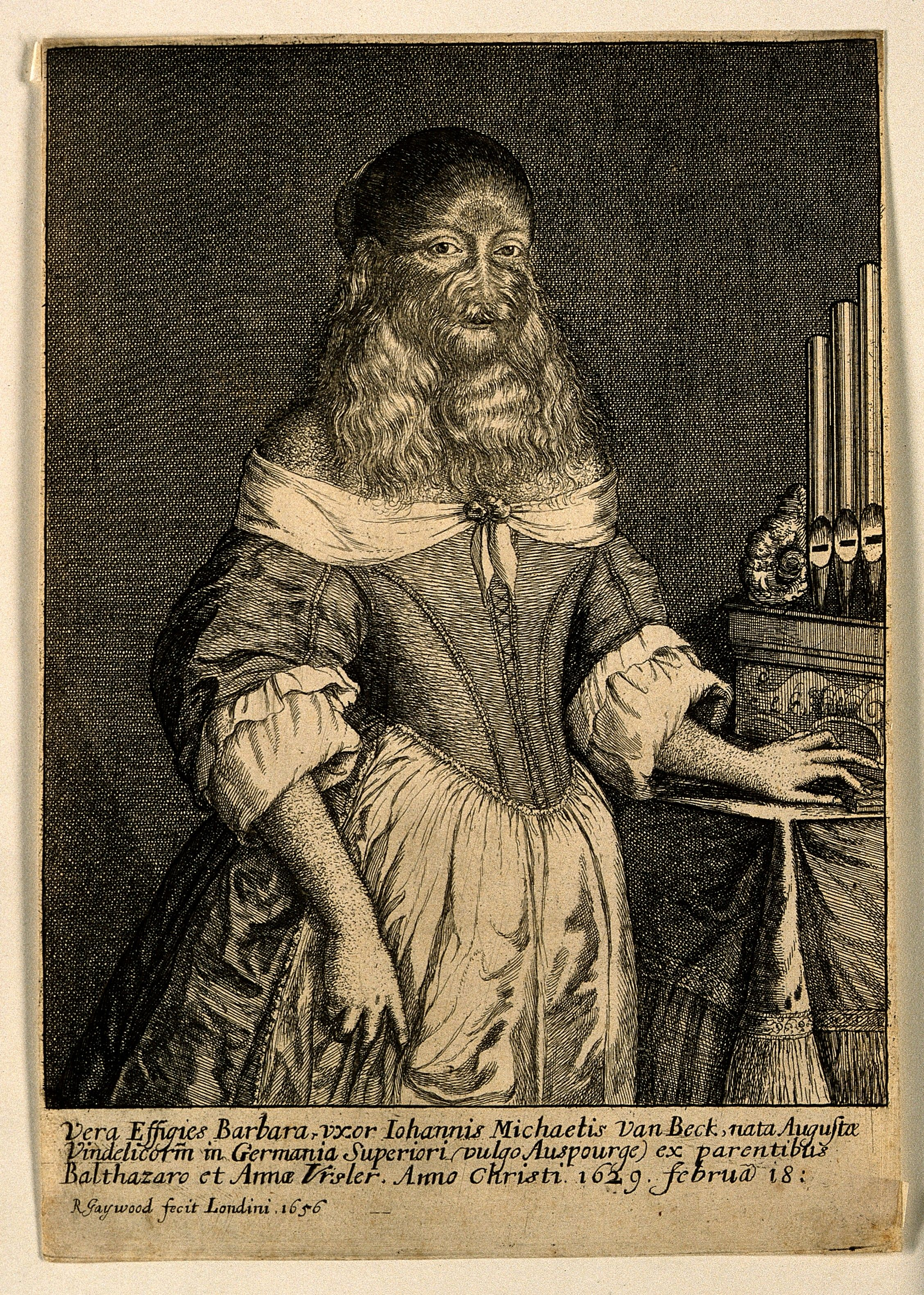
Rytina Barbary s varhany – Richard Gaywood
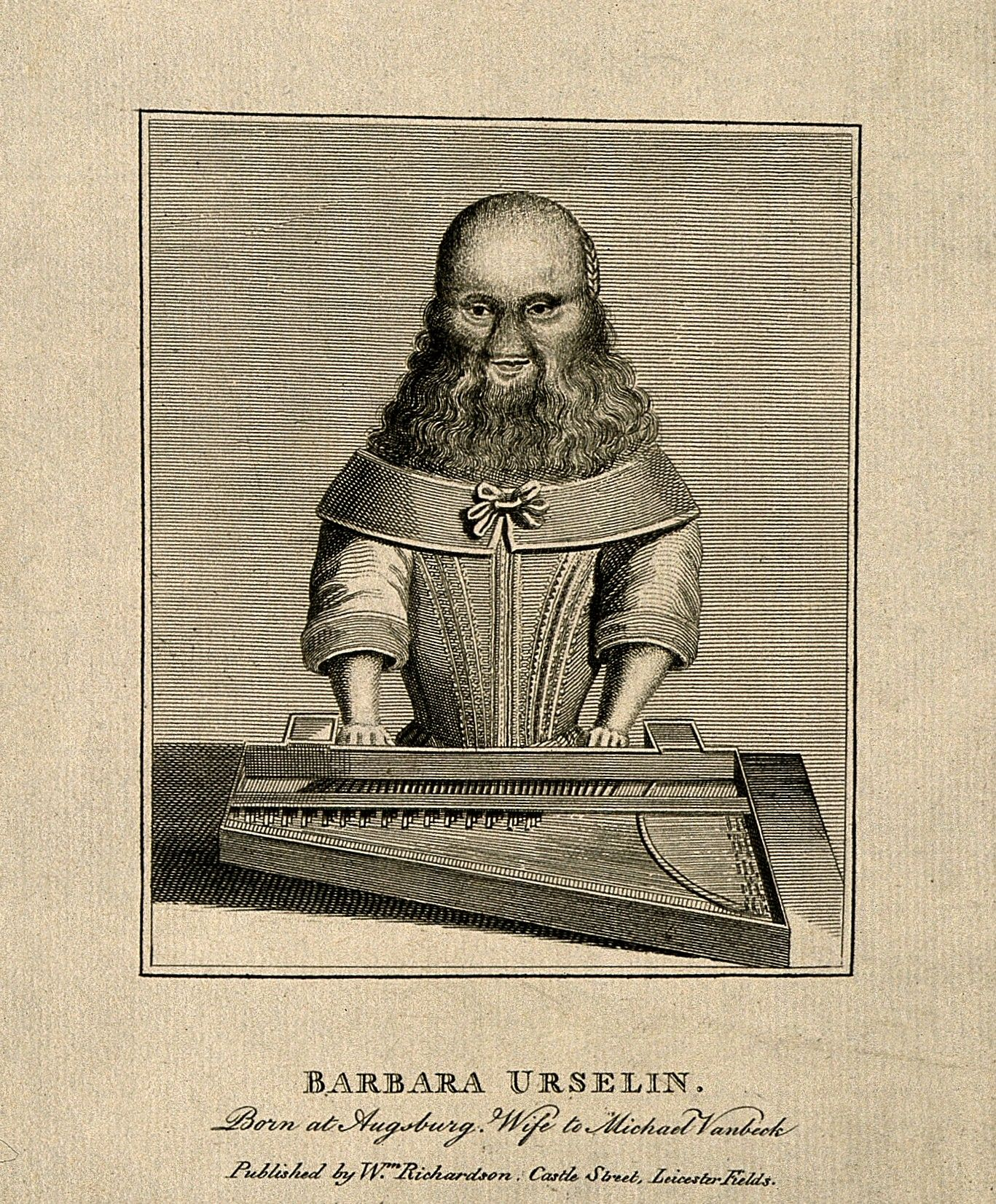
Rytina Barbary hrající na čembalo – William Richardson